# Jimo
Jimo léase Chi-Mó (en chino:即墨区, pinyin:Jímò qū) es un distrito urbano bajo la administración directa de la ciudad-prefectura de Qingdao. Se ubica al este de la provincia de Shandong, este de la República Popular China. Su área es de 1780 km² y su población total para 2018 fue +1,23 millones de habitantes. En esta región se encuentra el Aeropuerto Internacional de Qingdao-Liuting.

## Administración
El distrito de Jimo se divide en 23 pueblos que se administran en 6 subdistritos y 17 poblados.